# Ли, Норвел
Норвел Лафолет Рэй Ли (англ. Norvel LaFollette Ray Lee; 22 сентября 1924, Игл-Рок — 19 августа 1992, Бетесда) — американский боксёр полутяжёлой и тяжёлой весовых категорий, выступал за сборную США в первой половине 1950-х годов. Чемпион летних Олимпийских игр в Хельсинки, дважды бронзовый призёр Панамериканских игр, участник многих международных турниров и национальных первенств.

## Биография
Норвел Ли родился 22 сентября 1924 года в общине Игл-Рок, штат Виргиния. На международной арене дебютировал в 1948 году в матчевой встрече со сборной Ирландии, тогда же пытался пройти отбор на Олимпийские игры в Лондон, но в квалификационном бою проиграл Джею Ламберту. В итоге он всё же побывал на этих Играх в качестве запасного боксёра тяжёлой весовой категории, однако в соревнованиях не участвовал. В конце того же года был арестован полицией Ковингтона за то, что, будучи чёрным, в автобусе сел на место для белых. Суд назначил ему штраф за этот проступок.
В 1950 году Ли выиграл национальный турнир «Золотые перчатки» в Нью-Йорке, стал чемпионом США среди любителей. Год спустя вновь был лучшим в своей стране в тяжёлом дивизионе, съездил на Панамериканские игры в Буэнос-Айрес, откуда привёз медаль бронзового достоинства. Пройти прямой отбор на летние Олимпийские игры 1952 года в Хельсинки ему не удалось, он проиграл Эдварду Сандерсу, тем не менее, тренеры предложили ему сбросить вес до полутяжёлой категории, и, таким образом, он всё-таки выступил на Олимпиаде. Ли победил единогласным решением судей всех четверых своих соперников, в том числе финна Харри Сильяндера и аргентинца Антонио Паченца в полуфинале и финале соответственно. Помимо выигранной золотой медали он также получил Кубок Вэла Баркера, приз, традиционно вручаемый самому техничному боксёру Олимпийских игр.
Добившись большого успеха в любительском боксе, Норвел Ли, в отличие от большинства своих соотечественников, не стал переходить в профессионалы, вместо этого продолжил выступать в составе национальной сборной Соединённых Штатов. В 1955 году боксировал на Панамериканских играх в Мехико, где в тяжёлом весе выиграл ещё одну бронзовую медаль. После завершения спортивной карьеры работал учителем, время от времени принимал участие в матчах профессионального бокса в качестве судьи.
Умер от рака 19 августа 1992 года в городе Бетесда, штат Мэриленд.